# Zapadni durango nahuatl jezik
Zapadni Durango Nahuatl jezik (zapadnomeksikanerski, ISO 639: azn; ostali nazivi: Meshikan del occidente, Mexicanero del occidente, Nahuat del Occidente en Durango y Nayarit, Western Durango Aztec), jedan od dva jezika Mexicanero Indijanaca iz meksičke države Durango. Pripada astečkoj skupini jezika. Priznat je nakon podijele jezika durango nahuatl (Náhuat de Durango) [nln], a govori se u gradovima San Agustin de Buenaventura, Curachitos de Buenavista, San Diego, Tepetates II (Berenjenas), Alacranes i Tepalcates.
Prema podnosiocu zahtijeva za priznanjem dva oblika ovog nahuatl jezika gotovo su nerazumljiva, tako da u međusobnim kontaktima komuniciraju na španjolskom. Drugi jezik istočni durango nahuatl dobio bi identifikator [azd].
Jezik je konačno priznat 3. veljače 2012, a njime govori oko 900 ljudi